# شريف صبري باشا
شريف صبري باشا هو شقيق نزلي صبري، ملكة مصر. أصبح شريف باشا بالتالي خال نجل الملكة نازلي الملك فاروق الأول ، وخدم في مجلس الوصاية المكون من ثلاثة أعضاء والذي تشكل في عام 1936-1937. كان شريف باشا صبري يبلغ من العمر 41 عامًا في ذلك الوقت، وشغل سابقًا منصب وكيل وزارة الخارجية.
في 30 سبتمبر 1946، طُلب من شريف صبري باشا أن يصبح رئيسًا للوزراء ورئيسًا لمجلس الوزراء الجديد. ومع ذلك، لم يصبح رئيسًا للوزراء وكان إسماعيل صدقي باشا رئيسًا للوزراء حتى 9 ديسمبر 1946.
ترأس شريف صبري باشا الجمعية الجغرافية المصرية من مايو 1946 حتى مارس 1955. ومثل أخته نازلي، كان حفيدًا لرئيس وزراء مصر ثلاث مرات محمد شريف باشا وكان من أصل تركي، وكذلك حفيدًا لعقيد نابليون بونابرت سليمان سليمان باشا الفرانساوي.